# Европско првенство у атлетици у дворани 2011 — скок мотком за мушкарце
Такмичење у дисциплини скок мотком у мушкој конкуренцији на Европском првенству у атлетици 2011. у Паризу одржано је 4. марта (квалификације) а 5. марта (финале).
Титулу освојену у Торино 2009, одбранио је Рено Лавилени из Француске.
| Датум   | Време |               |
| ------- | ----- | ------------- |
| 4. март | 16:15 | Квалификације |
| 5. март | 15:45 | Финале        |

## Земље учеснице
Учествовало је 17 такмичара из 10 земаља.
1. Грчка (1)
2. Италија (3)
3. Немачка (3)
4. Пољска (1)
5. Португалија (1)
6. Русија (2)
7. Украјина (1)
8. Финска (1)
9. Француска (3)
10. Шведска (1)

## Рекорди
| Рекорди пре почетка Европског првенства 2011.     | Рекорди пре почетка Европског првенства 2011. | Рекорди пре почетка Европског првенства 2011. | Рекорди пре почетка Европског првенства 2011. | Рекорди пре почетка Европског првенства 2011. |
| ------------------------------------------------- | --------------------------------------------- | --------------------------------------------- | --------------------------------------------- | --------------------------------------------- |
| Светски рекорд                                    | Сергеј Бупка Украјина                         | 6,15                                          | Доњецк, Украјина                              | 21. фебруар 1993                              |
| Европски рекорд                                   | Сергеј Бупка Украјина                         | 6,15                                          | Доњецк, Украјина                              | 21. фебруар 1993                              |
| Рекорди европских првенстава                      | Петр Бочкарев Русија                          | 5,90                                          | Париз, Француска                              | 12. март 1994                                 |
| Рекорди европских првенстава                      | Игор Павлов Русија                            | 5,90                                          | Мадрид, Шпанија                               | 5. март 2005                                  |
| Светски рекорд сезоне у дворани                   | Рено Лавилени Француска                       | 5,93                                          | Доњецк, Украјина                              | 12. фебруар 2011.                             |
| Европски рекорд сезоне у дворани                  | Рено Лавилени Француска                       | 5,93                                          | Доњецк, Украјина                              | 12. фебруар 2011.                             |
| Рекорди после завршетка Европског првенства 2011. |                                               |                                               |                                               |                                               |
| Рекорди европских првенстава                      | Рено Лавилени Француска                       | 6,03                                          | Париз, Француска                              | 5. март 2011.                                 |
| Светски рекорд сезоне у дворани                   | Рено Лавилени Француска                       | 6,03                                          | Париз, Француска                              | 5. март 2011.                                 |
| Европски рекорд сезоне у дворани                  | Рено Лавилени Француска                       | 6,03                                          | Париз, Француска                              | 5. март 2011.                                 |

## Најбољи европски резултати у 2011. години
Десет најбољих европских такмичара у скоку мотком у дворани 2011. године пре почетка првенства (4. марта 2011), имали су следећи пласман на европској и светској ранг листи. (СРЛ),
| 1 | Рено Лавилени Француска     | 5,93 | 12. фебруар | 1. СРЛ |
| 2 | Максим Мазурик Украјина     | 5,88 | 12. фебруар | 2. СРЛ |
| 3 | Павел Војћеховски Пољска    | 5,86 | 13. фебруар | 3. СРЛ |
| 3 | Малте Мор Немачка           | 5,86 | 19. фебруар | 3. СРЛ |
| 5 | Жером Клавије Француска     | 5,81 | 21. јануар  | 5. СРЛ |
| 6 | Ромаин Меснил Француска     | 5,80 | 19. фебруар | 6. СРЛ |
| 7 | Констадинос Филипидис Грчка | 5,72 | 20. фебруар | 7. СРЛ |
| 8 | Фабијан Шулц Немачка        | 5,70 | 21. јануар  | 8. СРЛ |
| 8 | Игор Павлов Русија          | 5,70 | 29. јануар  | 8. СРЛ |
| 8 | Michal Balner Чешка         | 5,70 | 12. фебруар | 8. СРЛ |

Такмичари чија су имена подебљана учествују на ЕП 2011.

## Освајачи медаља
|                         |                         |                   |
| Рено Лавилени Француска | Жером Клавије Француска | Малте Мор Немачка |

|  |  |  |

Победничким скоком Француз Рено Лавилени био је по вредности други резултат европског првенства после светског рекорда у троскоку који је поставио Теди Тамго. Лавијенојев резултат је национални рекорд Француске, рекорд Европских првенстава у дворани и најбољи резултат у сезони 2011. до тада. Ово му је била трећа златна медаља на европским првенствима, друга у дворани. Другопласирани његов земљак Жером Клавије освојио је своју прву медаљу на великим такмичењима у каријери, а Немац Малте Мор је бронзану медаљу додао сребреној коју је освојило 2010. на Светском првенству у дворани у Дохи.

## Резултати

### Квалификације
Квалификациона норма за пласман у финале била је 5,75 (КВ), али пошто је 8 скакача прескочило висину 5,65, сви су према резултату ушли у финале (кв).
| Плас. | Атлетичар              | Земља       | 5,00 | 5,20 | 5,40 | 5,55 | 5,65 | Резултат | Белешка |
| ----- | ---------------------- | ----------- | ---- | ---- | ---- | ---- | ---- | -------- | ------- |
| 1     | Рено Левилени          | Француска   | –    | –    | –    | o    | o    | 5,65     | кв      |
| 1     | Тим Лобингер           | Немачка     | –    | –    | o    | o    | o    | 5,65     | кв, ЛРС |
| 1     | Павел Војћеховски      | Пољска      | –    | –    | o    | o    | o    | 5,65     | кв      |
| 4     | Жером Клавије          | Француска   | –    | –    | o    | xo   | o    | 5,65     | кв      |
| 4     | Малте Мор              | Немачка     | –    | –    | o    | xo   | o    | 5,65     | кв      |
| 6     | Игор Павлов            | Русија      | –    | –    | o    | xo   | xo   | 5,65     | кв      |
| 7     | Констадинос Филипидис  | Грчка       | –    | o    | o    | xo   | xxo  | 5,65     | кв      |
| 8     | Фабијан Шулц           | Немачка     | –    | –    | o    | o    | xxx  | 5,55     | кв      |
| 9     | Максим Мазурик         | Украјина    | –    | –    | xo   | o    | xxx  | 5,55     |         |
| 10    | Алхађи Ђенг            | Шведска     | –    | o    | xxo  | o    | xxx  | 5,55     | =ЛРС    |
| 11    | Damiel Dossévi         | Француска   | –    | –    | –    | xxo  | xxx  | 5,55     |         |
| 11    | Дмитриј Стародубцев    | Русија      | –    | –    | o    | xxo  | xxx  | 5,55     |         |
| 13    | Jere Bergius           | Финска      | –    | –    | xo   | xxx  |      | 5,40     |         |
| 13    | Claudio Michel Stecchi | Италија     | –    | o    | xo   | xxx  |      | 5,40     |         |
| 15    | Ђорђо Пијантела        | Италија     | –    | xo   | xxo  | xxx  |      | 5,40     |         |
| 16    | Еди Маја               | Португалија | xo   | o    | xxx  |      |      | 5,20     |         |
| –     | Ђузепе Ђибилиско       | Италија     | –    | –    | –    | xxx  |      | БП       |         |

### Финале
| Плас. | Атлетичар             | Држава    | 5,41 | 5,51 | 5,61 | 5,71 | 5,76 | 5,81 | 5,91 | 6,03 | 6,16 | Резултат | Белешка      |
| ----- | --------------------- | --------- | ---- | ---- | ---- | ---- | ---- | ---- | ---- | ---- | ---- | -------- | ------------ |
|       | Рено Левилени         | Француска | -    | -    | xo   | o    | -    | o    | xxo  | o    | xxx  | 6,03     | СРС, НР, РЕП |
|       | Жером Клавије         | Француска | o    | -    | o    | o    | xo   | xxx  |      |      |      | 5,76     |              |
|       | Малте Мор             | Немачка   | -    | xo   | -    | xo   | -    | xxx  |      |      |      | 5,71     |              |
| 4     | Павел Војћеховски     | Пољска    | -    | xxo  | -    | xo   | xxx  |      |      |      |      | 5,71     |              |
| 5     | Констадинос Филипидис | Грчка     | xo   | o    | o    | x-   | xx   |      |      |      |      | 5,61     |              |
| 6     | Фабијан Шулц          | Немачка   | -    | o    | xxx  |      |      |      |      |      |      | 5,51     |              |
| 7     | Игор Павлов           | Русија    | -    | xo   | -    | xx-  | x    |      |      |      |      | 5,51     |              |
| 8     | Тим Лобингер          | Немачка   | o    | -    | xxx  |      |      |      |      |      |      | 5,41     |              |